# François Cros
François Cros (Francia, 25 de marzo de 1994) es un jugador profesional francés de rugby que se desempeña en la posición de ala cerrado en Stade Toulousain, equipo perteneciente a la liga Top 14.

## Carrera
Cros es un jugador de formación francesa (JIFF). En 2004 comenzó su carrera deportiva con el equipo Seilh Aussonne Fenouillet XV, en el cual jugó cinco temporadas (2004-2009), después pasó a Stade Toulousain, donde lleva jugando quince temporadas.